# Городок (Мазовецьке воєводство)
Городок, або Ґрудек (пол. Gródek) — село в Польщі, у гміні Яблонна-Ляцька Соколівського повіту Мазовецького воєводства. Відстань до Варшави 105 км, до кордону з Білоруссю 50 км. Населення — 178 осіб (2011).

## Історія
Село розташоване на низині при річці Буг. Городок у середньовіччі був городом. Перша відома письмова згадка про село датована 1401 роком.
1607 року вперше згадується православна церква в селі.
За даними етнографічної експедиції 1869—1870 років під керівництвом Павла Чубинського, у селі переважно проживали греко-католики, які розмовляли українською мовою. 1872 року місцева греко-католицька парафія налічувала 755 вірян.
1914 року зведена православна церква. У міжвоєнні 1920—1939 роки польська влада в рамках великої акції руйнування українських храмів на Холмщині і Підляшші перетворила місцеву православну церкву на римо-католицький костел.
У 1975—1998 роках село належало до Седлецького воєводства.

## Населення
Демографічна структура станом на 31 березня 2011 року:
|          | Загалом | Допрацездатний вік | Працездатний вік | Постпрацездатний вік |
| -------- | ------- | ------------------ | ---------------- | -------------------- |
| Чоловіки | 82      | 10                 | 53               | 19                   |
| Жінки    | 96      | 18                 | 42               | 36                   |
| Разом    | 178     | 28                 | 95               | 55                   |